# La Grandeza, Altamirano
La Grandeza är en ort i Mexiko.   Den ligger i kommunen Altamirano och delstaten Chiapas, i den sydöstra delen av landet, 800 km öster om huvudstaden Mexico City. La Grandeza ligger 1 434 meter över havet och antalet invånare är 402.
Terrängen runt La Grandeza är kuperad österut, men västerut är den bergig. Runt La Grandeza är det ganska glesbefolkat, med 38 invånare per kvadratkilometer. Närmaste större samhälle är Las Tazas, 19,1 km öster om La Grandeza. I omgivningarna runt La Grandeza växer i huvudsak städsegrön lövskog.